# Adolphe Lumanu
 (décembre 2018).
Si vous disposez d'ouvrages ou d'articles de référence ou si vous connaissez des sites web de qualité traitant du thème abordé ici, merci de compléter l'article en donnant les références utiles à sa vérifiabilité et en les liant à la section « Notes et références ».
 (juin 2014).
 (mars 2022).
La mise en forme du texte ne suit pas les recommandations de Wikipédia : il faut le « wikifier ».
Les points d'amélioration suivants sont les cas les plus fréquents :
- Les titres sont pré-formatés par le logiciel. Ils ne sont ni en capitales, ni en gras.
- Le texte ne doit pas être écrit en capitales (les noms de famille non plus), ni en gras, ni en italique, ni en « petit »…
- Le gras n'est utilisé que pour surligner le titre de l'article dans l'introduction, une seule fois.
- L'italique est rarement utilisé : mots en langue étrangère, titres d'œuvres, noms de bateaux, etc.
- Les citations ne sont pas en italique mais en corps de texte normal. Elles sont entourées par des guillemets français : « et ».
- Les listes à puces sont à éviter, des paragraphes rédigés étant largement préférés. Les tableaux sont à réserver à la présentation de données structurées (résultats, etc.).
- Les appels de note de bas de page (petits chiffres en exposant, introduits par l'outil «  Source ») sont à placer entre la fin de phrase et le point final[comme ça].
- Les liens internes (vers d'autres articles de Wikipédia) sont à choisir avec parcimonie. Créez des liens vers des articles approfondissant le sujet. Les termes génériques sans rapport avec le sujet sont à éviter, ainsi que les répétitions de liens vers un même terme.
- Les liens externes sont à placer uniquement dans une section « Liens externes », à la fin de l'article. Ces liens sont à choisir avec parcimonie suivant les règles définies. Si un lien sert de source à l'article, son insertion dans le texte est à faire par les notes de bas de page.
- La présentation des références doit suivre les conventions bibliographiques. Il est recommandé d'utiliser les modèles {{Ouvrage}}, {{Chapitre}}, {{Article}}, {{Lien web}} et/ou {{Bibliographie}}. Le mode d'édition visuel peut mettre en forme automatiquement les références.
- Insérer une infobox (cadre d'informations à droite) n'est pas obligatoire pour parachever la mise en page.

Pour une aide détaillée, merci de consulter Aide:Wikification.
Si vous pensez que ces points ont été résolus, vous pouvez retirer ce bandeau et améliorer la mise en forme d'un autre article.
Adolphe Lumanu Mulenda Bwana N'sefu, né le 5 septembre 1952 à Kabinda dans la province de Lomami (république démocratique du Congo), est un homme politique.

## Carrière politique
Mandat électif:
Il est élu Député National de la Circonscription électorale de Kabinda dans la Province de Lomami pour la première fois du 22 septembre 2006 au 25 novembre 2007, puis d'avril 2012 a octobre 2014  et en 3ème législature en janvier 2019 à ce jour.
Il est également Premier Vice-Président du Groupe Parlementaire du PPRD (GP-PPRD) à l’Assemblée Nationale entre Oct. 2006 et Nov. 2007.
En dehors de ces fonctions, il a assumé les fonctions technico-politiques suivantes : 
Il est tout d'abord Conseiller Principal et Coordonnateur-Chef de Cellule d’Études au Ministère des Relations avec le Parlement (Août 1990 – Octobre 1991)  et Conseiller Politique du Ministre de la Justice et Garde des Sceaux, Droits et Liberté des Citoyens (Oct. – Déc. 1991).
Il est ensuite Délégué de l’Enseignement Supérieur et Universitaire à la Conférence Nationale Souveraine (CNS) et Directeur de Cabinet du Ministre chargé des Relations avec le Parlement entre 1991  et Avril 1992 ou il devient Directeur de Cabinet du Ministre des Affaires Foncières jusqu'en Octobre 1992.  Il devient Conseiller au Collège Politique et Diplomatique au Cabinet du Président de la République de 1992 a 1997. 
Il est expert au Conclave Politique de Kinshasa : 1993. Il devient par la suite Directeur National Adjoint de la Police des Mines et des Hydrocarbures de la Police Nationale Congolaise (février 1998 - décembre 1999).  Du 3 janvier 2001 au 14 avril 2001, il est Vice-Ministre à l’Intérieur chargé de la Territoriale et des Affaires Coutumières.  
Il devient par la suite Vice-Gouverneur chargé des Questions Économiques, Financières et de Développement de la Province du Kasaï Oriental : du 19 novembre 2001 au 16 mai 2004 puis Coordonnateur du Bureau d’Études, Stratégies et Actions du PPRD (2004 à 2006). 
- Premier vice-Président du Conseil National du suivi de l'Accord du 31 décembre 2016 (CNSA en sigle) ;
- Directeur Général de l'Office National d'Identification de la Population (ONIP en sigle) depuis 15 octobre 2014 (Ordonnance n°14/067 du 15 octobre 2014) ;
- Vice-Premier Ministre, Ministre de l’Intérieur, Sécurité, Décentralisation et Aménagement du Territoire (Ordonnance n° 11/0 du 11 septembre 2011) : du 11 septembre 2011 à février 2012,
- Ministre de l’Intérieur et Sécurité : du 19 février 2010 au 11 septembre 2011,
- Directeur de Cabinet du  Président de la République : du 31 janvier 2009 au 19 février 2010,
- Ministre des Relations avec le Parlement : du 25 novembre 2007 au 31 janvier 2009. Il est en même temps Rapporteur de l’Alliance de la Majorité Présidentielle (AMP)

## Carrière académique
Adolpe Lumanu est détenteur d'un doctorat en sciences politiques et administratives.
Adolphe Lumanu dispense des cours de sciences politiques aux Universités de Lubumbashi, Kisangani, ainsi qu'aux Facultés Catholiques de Kinshasa. Il est spécialiste de la politique congolaise. À ce titre, il enseigne le droit constitutionnel et les institutions politiques, l'histoire politique du Congo, la politique comparée et la communication politique.
Quant aux fonctions technico-commerciales et administratives, Adolphe Lumanu a gravi presque tous les échelons au niveau universitaire. Professeur ordinaire, directeur de la Cellule d'Études Politiques et Administratives (CEPA) du Centre Interdisciplinaire d’Études et de Documentation Sociales (CIEDOS) de l'université de Kinshasa. Il est consultant au journal du Débat National, d'où est sortie l'idée « Dialogue National ou Négociation politiques Inter-congolaises ». Il a à son actif plusieurs publications scientifiques. Il a bénéficié de plusieurs stages, missions, voyages, séminaires de formation organisés à travers le monde.